# علامات الساعة الكبرى
علامات الساعة الكبرى هي العلامات التي تكون قبل يوم القيامة مباشرةً وتكون إنذارًا لها. وعن هذه العلامات قال رسول الله: (إن الساعة لا تكون حتى تكون عشر آيات: خسف بالمشرق، وخسف بالمغرب، وخسف بجزيرة العرب، والدخان، والدجال، ودابة الأرض، ويأجوج ومأجوج، وطلوع الشمس من مغربها، ونار تخرج من قعرة عدن ترحل الناس). وفي رواية (والعاشرة نزول عيسى بن مريم).

## ترتيبها
لا يوجد نصوص في الأحاديث النبوية تبيّن ترتيب هذه العلامات بالكامل، ولكن يُستفاد ترتيبها بجمع بعض الأحاديث. قال الشيخ محمد بن صالح العثيمين: «أشراط الساعة الكبرى بعضها مرتب ومعلوم، وبعضها غير مرتب ولا يُعْلَم ترتيبه، فيما جاء مرتبًا نزول عيسى بن مريم وخروج يأجوج ومأجوج والدجال، فإن الدجال يبعث ثم ينزل عيسى بن مريم فيقتله ثم يخرج يأجوج ومأجوج.»

## العلامات

### المسيح الدجال
سُمِّيَ بالمسيح لأن عينه اليمنى ممسوحة وسمي بالدجال لكثرة كذبه ودجله. وهو من بني آدم اعطاه الله تعالى قدرات لكي يختبر فيها الناس، ويدعي الدجال الألوهية لكي يؤمن الناس به ويكفرون بالله تعالى. يخرج الدجال من مدينة أصفهان في إيران حاليًا، ويجلس في الأرض لمدة أربعين يومًا ويوم واحد كسنة ويوم واحد كشهر ويوم واحد كأسبوع وباقي الأيام مثل الأيام العادية. ومن صفاته أنه مكتوب بين عينيه كافر او كـ ـفـ ـر بالحروف المقطعة يقرؤها كل مسلم، ومن صفاته أنه عقيم لا يولد له، وأنه قصير وعظيم الخلقة، وشعره مُجَعَّد، ولون بشرته بيضاء مشربة بحمرة. ومن قدراته أنه لديه جنة وفي حقيقتها أنها نار ولديه نار وحقيقتها أنها جنة، وأن لديه نهران يجريان أحدهما ماء أبيض والآخر نار، وأنه يأمر السماء فتمطر بإذن الله ويأمر الأرض فتنبت بإذن الله وقدراته وخوارقه حقيقية وليست خيال. وينزل عيسى بن مريم ويقتله عند باب لد في فلسطين. وكيفية الوقاية من فتنته هي حفظ أول عشر آيات من سورة الكهف والاستعاذة بالله من فتنته وتقوية الإيمان بالله والقراءة عن صفاته للحذر منه والهروب منه عند رؤيته.

### نزول عيسى بن مريم
ينزل عيسى بن مريم عند المنارة البيضاء شرقي دمشق ويكون نزوله على الطائفة المنصورة التي تقاتل على الحق وتكون مجتمعة لقتال الدجال فينزل وقت إقامة الصلاة ويصلي خلف أمير تلك الطائفة، ثم يكسر الصليب ويقتل الخنزير ويفيض المال حتى لا يقبله أحد ويحكم بشريعة النبي محمد، ثم يذهب إلى الدجال ويقتله عند باب لد في فلسطين. ومن صفات عيسى بن مريم أنه ليس بالطويل ولا بالقصير وإنما متوسط الطول وشعره سبط ويتجاوز شحمة الأذنين ولون بشرته بيضاء مشربة بحمرة.

### يأجوج ومأجوج
هم قبيلة من الترك من بني آدم، ومن صفتهم أنهم صغار العيون وعراض الوجوه. وقد بنى ذو القرنين سدًا ليحجز بينهم وبين العالم الذي نشروا الفساد فيه. ثم يخرجون بعد ظهور الدجال ونزول عيسى بن مريم ويفسدون في الأرض) ثم يوحي الله تعالى لعيسى بن مريم أن يذهب وعباده إلى جبل الطور في مصر، ثم يدعو عليهم عيسى بن مريم فيهلكهم الله تعالى ثم يتم رميهم في البحر.

### الخسوفات الثلاثة
قال رسول الله: «سيكون بعدي خسف بالمشرق وخسف بالمغرب وخسف في جزيرة العرب.»

### الدخان
قال الله تعالى: (فارتقب يوم تأتي السماء بدخان مبين* يغشى الناس هذا عذاب أليم) [الدخان:10-11] قال القرطبي: «والمعنى: انتظر يا محمد بهؤلاء الكفار يوم تأتي السماء بدخان مبين واضح يغشى الناس ويعمهم وعند ذلك يُقال لهم هذا عذاب أليم تقريعًا لهم وتوبيخًا أو يقول بعضهم لبعض ذلك.» ويكون على المؤمنين كالزكمة وأما الكافر فينتفخ من ذلك الدخان.

### طلوع الشمس من مغربها
قال رسول الله: «لا تقوم الساعة حتى تطلع الشمس من مغربها، فإذا طلعت فرآها الناس آمنوا أجمعون فذاك حين لا ينفع نفسًا إيمانها لم تكن آمنت من قبل.)

### خروج الدابة
قال الله تعالى: (وإذا وقع القول عليهم أخرجنا لهم دابة من الأرض تكلمهم أن الناس كانوا بآياتنا لا يوقنون) [النمل:82]. قال ابن كثير: «فهذه الآية الكريمة جاء فيها ذكر خروج الدابة وأن ذلك يكون عند فساد الناس وتركهم أوامر الله وتبديلهم الدين الحق يخرج الله لهم دابة من الأرض فتكلم الناس على ذلك.» وتسم الدابة المؤمن والكافر على وجههم فأما المؤمن فإنها تجلو وجهه حتى يشرق ويكون ذلك علامة على إيمانه، وأما الكافر فإنها تخطمه على أنفه؛ علامةً على كفره.

### النار التي تسوق الناس إلى محشرهم
وهي آخر أشراط الساعة الكبرى المؤذنة بقيام الساعة، قال رسول الله: (وآخر ذلك نار تخرج من اليمن تطرد الناس إلى محشرهم). ويحشر الناس إلى الشام وهي أرض المحشر. والنار المذكورة لا يقصد بها إحراق الناس فهي تتوقف مع توقف الناس حتى يكملوا المسير فتلحقهم؛ فهي ليست للحرق إنما لإرغام الناس الذهاب إلى أرض المحشر.

## تتابع وتوالي ظهورها
إذا ظهر أول علامات الساعة الكبرى تتابعت وتوالت العلامات كتتابع الخرز في النظام يتبع بعضها البعض، قال رسول الله: «خروج الآيات بعضها على إثر بعض يتتابعن كما تتابع الخرز في النظام.»

## كتب عنها
- أشراط الساعة، للشيخ د. يوسف الوابل، ويعد من أنفع الكتب في هذا المجال.
- نهاية العالم، للشيخ د. محمد العريفي.